# Le Chipal
Le Chipal est une section de la commune française de la Croix-aux-Mines, dans le département des Vosges.

## Toponymie
Argentifodinam apud Ochipal (1290), Oschipal, Oscipal (1290), Ouchipaul (XIVe siècle), Chippaux (1471), Du Chipau, on ban de Lauweline (1488), Eschpach (1561), Le Chipal (1594), Chippal (1614), La Basse du Chipa (1623), La Chepppe (1656), Le Chipiau (1711).
Le toponyme Chipal pourrait provenir d'un anthroponyme germanique, probablement Occing, et d'une forme diminutive de bach (« ruisseau »).
Le hameau du Chipal est prononcé en patois sous la forme : lo tchipau.

## Géographie
Le hameau du Chipal, accessible par la route départementale 23, est situé dans une cuvette entourée de montagnes escarpées, au sein du parc naturel régional des Ballons des Vosges. À une altitude d’environ 580 mètres, il se trouve dans un environnement marqué par des forêts de sapins et d'épicéas, surmonté par d'anciennes chaumes et pâturages, comme en témoigne le toponyme des Chaumelles. Son sous-sol est constitué de granite schistoïde (gneiss).
Compte tenu de sa situation en moyenne montagne, de nombreux sentiers de randonnée balisés par le Club vosgien offrent l'opportunité de découvrir les massifs environnants.

## Histoire
L'exploitation des mines d'argent et de mercure à La Croix-aux-Mines débute au Xe siècle, sous la gestion des abbayes de Saint-Dié et de Moyenmoutier. Dès la fin du XIIIe siècle, les ducs de Lorraine prennent le contrôle des bénéfices miniers, notamment ceux de la mine du Chipal, qui devient la plus riche de la région. En 1290, après avoir pris possession des mines de La Croix, ils laissent au Chapitre de Saint-Dié seulement deux cinquièmes des bénéfices du Chipal, à titre de dîme.
Au XVe siècle, l'exploitation de la mine du Chipal se structure davantage et devient la plus productive du val de Saint-Dié, comme en témoignent les dessins réalisés par Heinrich Gross en 1530, qui illustrent cette organisation. Première à être exploitée sous l'autorité royale, cette mine se distingue notamment par sa production d'argent. Plus de 20 porches dédiés à des saints, répartis entre La Croix et le Chipal, marquent l'entrée des mines. Le XIXe siècle est marqué par une succession de crises d'exploitation et de faillites, et les mines d'argent cessent finalement d'être exploitées en 1947.
Le hameau du Chipal, qui comptait 234 habitants répartis dans 42 maisons, abritait également une scierie et un moulin, comme le note Paul Chevreux et Léon Louis dans Le département des Vosges : description - histoire - statistique (Tome VI, 1887).

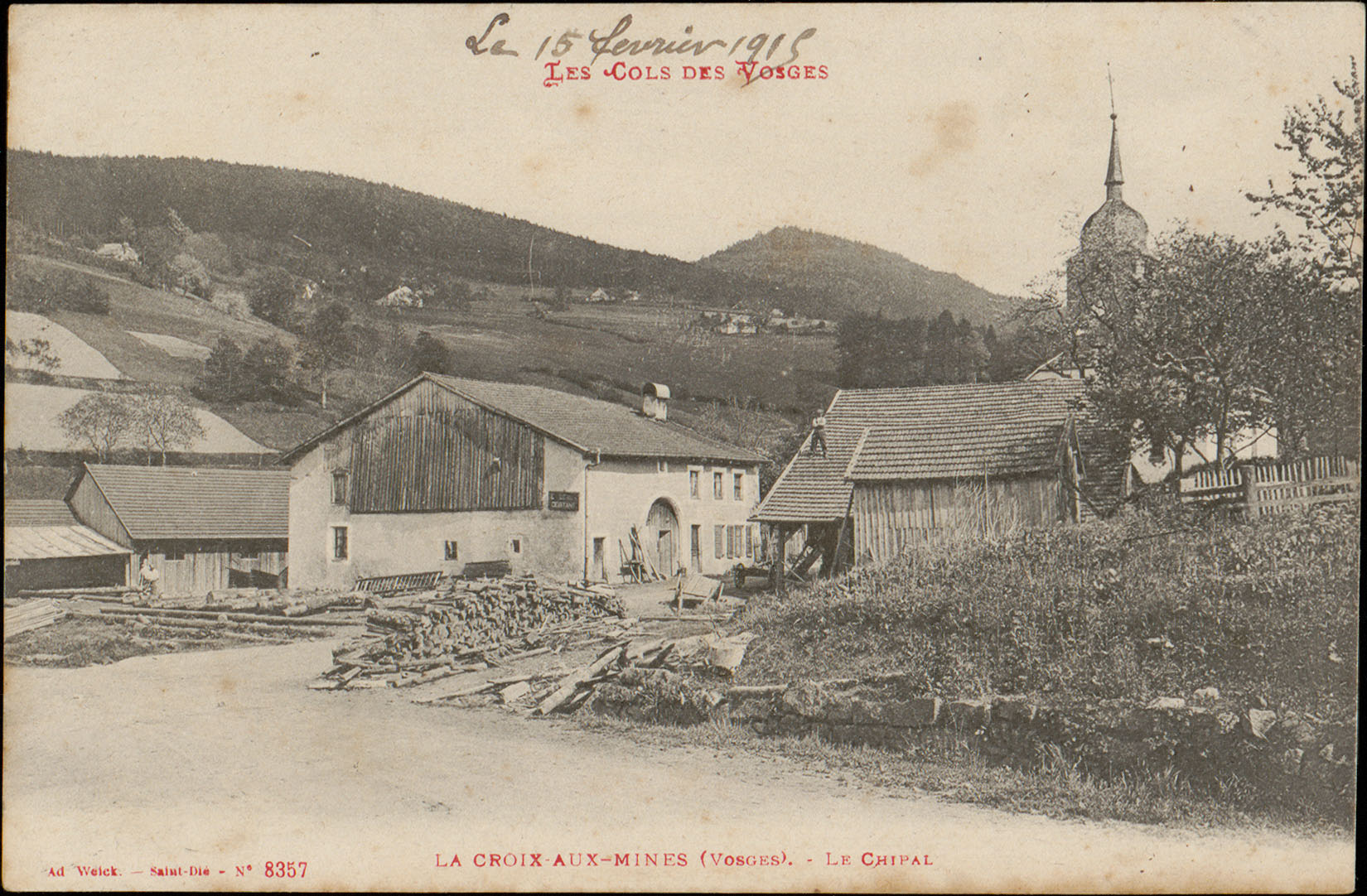
Le Chipal, le 15 février 1915 (carte postale Adolphe Weick).

La carrière du Chipal, exploitée par la Société des marbres des Vosges, a fourni des matériaux pour les maître-autels des églises de Bruyères et Raon-l'Étape. Elle alimentait aussi les fours à chaux de Fraize, produisant de la chaux et des briques, jusqu'à la fin du XIXe siècle. Les marbres du Chipal, utilisés principalement pour la production de chaux, ont laissé une trace durable dans la toponymie locale, notamment avec le col des Chaufours (chaufours), où se trouvent les carrières. L’exploitation du marbre a également servi les marbriers d’Épinal. Ces carrières ont cessé leurs activités vers 1934.
Enfin, pendant la Première Guerre mondiale, le village du Chipal a été incendié lors des combats d'août et septembre 1914.

## Lieux et monuments
- Chapelle Saint-Marc du Chipal
- Ancienne fonderie (vestiges)
- École du Chipal construite en 1828
- Croix de chemin
- Roches de la Grosse Pierre[12]
- Mémorial américain

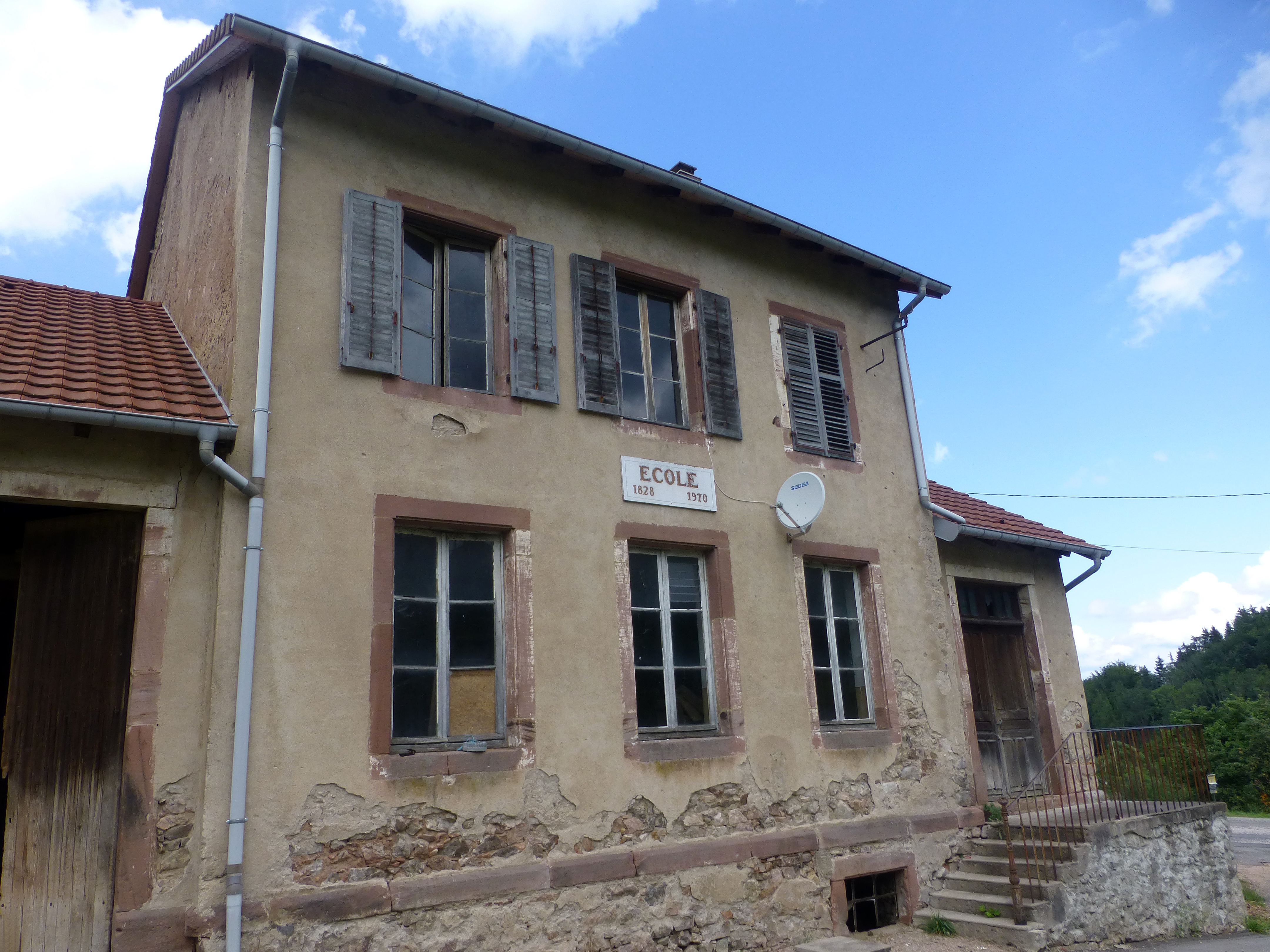
Ancienne école du Chipal.
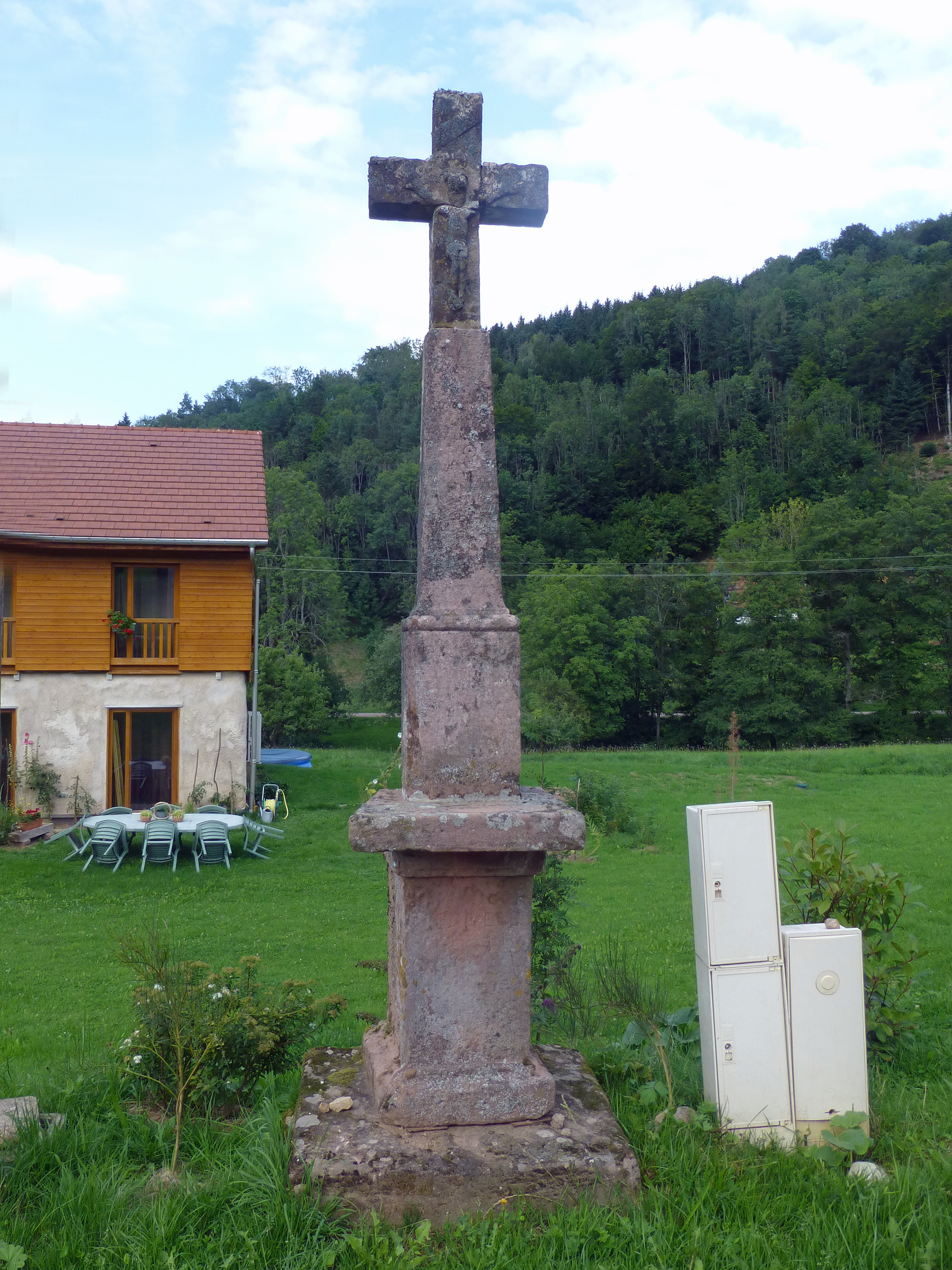
Croix de chemin.
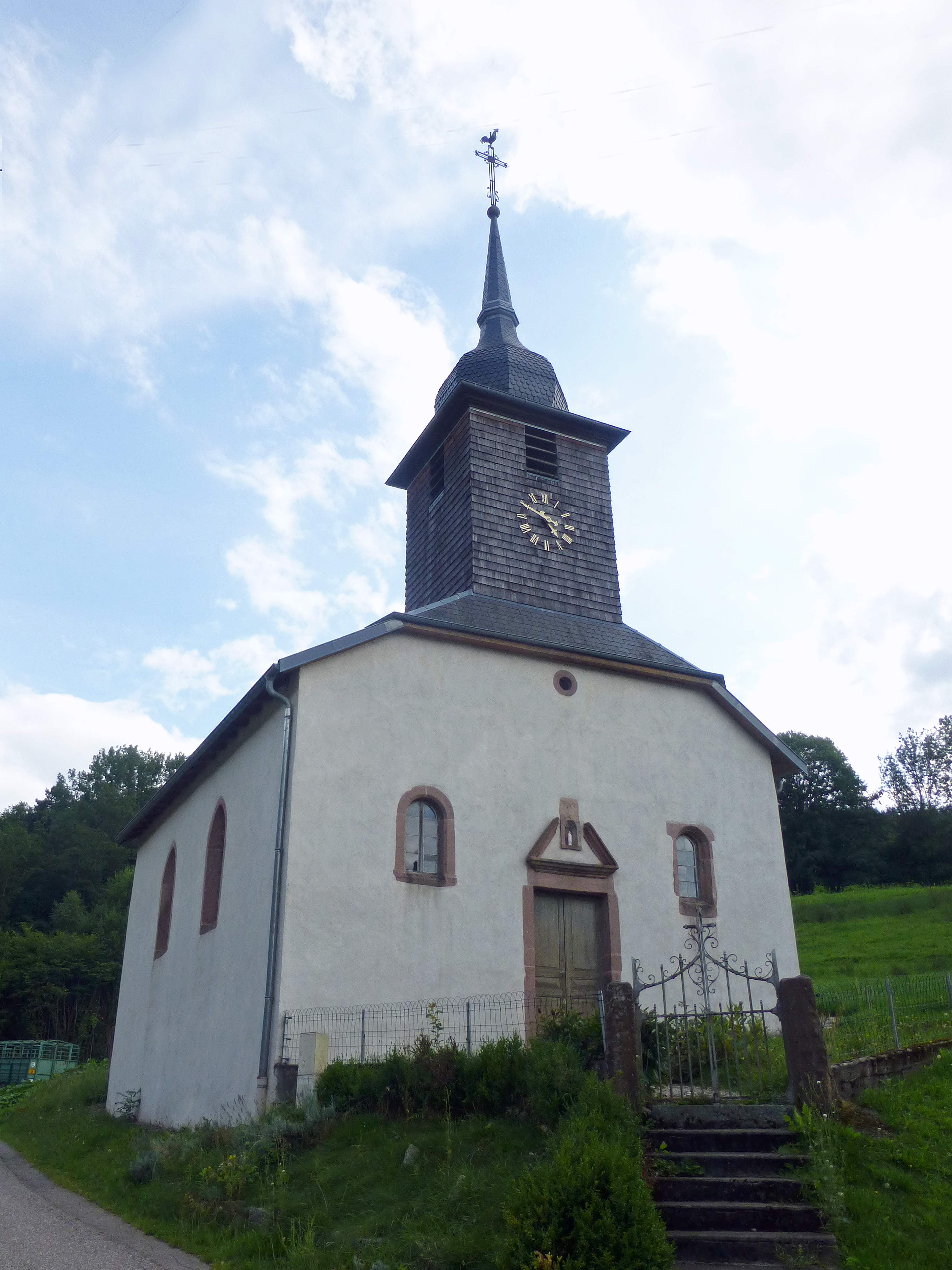
Chapelle Saint-Marc.
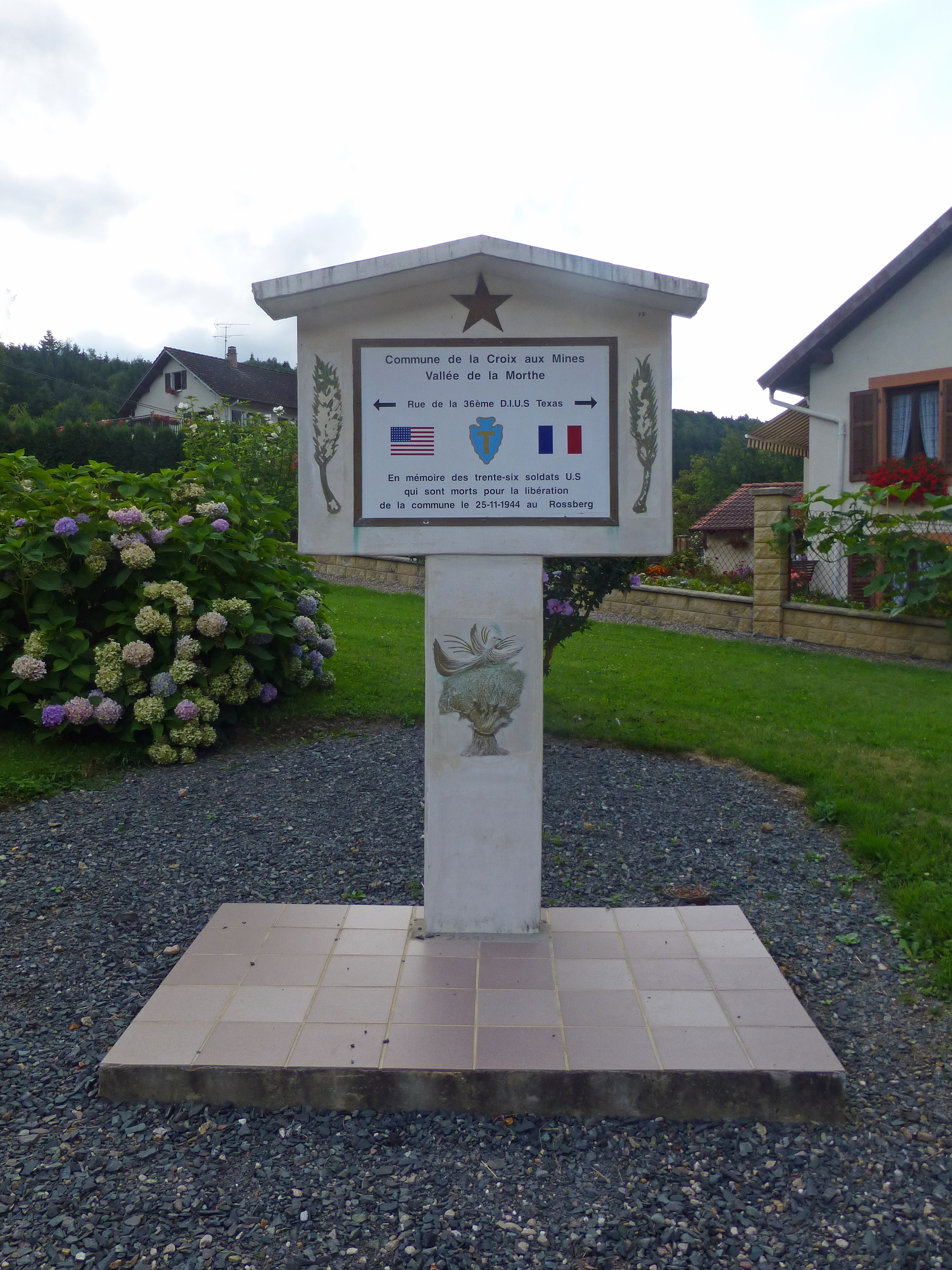
Mémorial américain.